# Les Jeunes Tigres
Ne doit pas être confondu avec Le Jeune Tigre (film).
Pour plus de détails, voir Fiche technique et Distribution.
Les Jeunes Tigres (I giovani tigri) est un film italien réalisé par Antonio Leonviola, sorti en 1968.

## Synopsis
Cinq jeunes milanais de dix-sept ans décident de passer leurs vacances à se distraire dans des stations de villégiature. Dans une villa de campagne, à l'initiative de Consuelo, la meneuse du groupe, ils se retrouvent pour un week-end. Dans la campagne silencieuse, la musique de la sono résonne dans la villa où se déroule une fête. Au cours d'une stupide roulette russe, une fille perd conscience et en quelques minutes, elle meurt.
Ils fuient tous, les cinq garçons se perdent de vue, mais deux d'entre eux, Sam et Paris, décident de se présenter spontanément à la police et racontent leur histoire. Consuelo et Dario, qui passent leurs journées insouciantes dans une réserve de chasse, vont raconter aux autres que la police est convaincue que la mort de la jeune fille n'a été qu'un accident.
Pour rompre l'ennui, Consuelo lance une autre idée: voler de l'argent à quelqu'un qui ne pourra pas le réclamer, soit une personne s'étant procuré cet argent de façon illicite et qui, par conséquent, ne pourra pas dénoncer le vol. La victime trouvée est le Dr Panini, un important courtier en bourse qui exporte clandestinement de l'argent entre l'Italie et la Suisse.
La bande parvient à obtenir l'information dont ils ont besoin et ils se partagent les tâches pour organiser le coup. L'argent, contenu dans une boîte, est amené en Suisse dans un wagon: Paride et Fosco doivent prendre le contrôle du train, Dario monte sur le wagon et déclenche un incendie. Consuelo qui se trouve dans le wagon incendié tire le signal d'alarme.
Le train s'arrête à une station où le wagon est détaché et isolé pendant le temps qu'il leur faut pour soustraire l'argent.
Tout se déroule comme prévu et les garçons se lâchent un instant pour fêter les cinq cents millions de lires qu'ils ont dans leurs mains.
Mais le plan de Consuelo prévoit également la possibilité de ne pas être soupçonnés, et dans ce but, il demande à sa grand-mère qui demeure dans une vieille maison hors de la ville, d'organiser une promenade à vélo avec ses amis et la famille. Lors de la virée, la cassette sera cachée en un lieu où le groupe passera.
Consuelo simule un problème avec son vélo et remarque la cassette faisant mine de la découvrir. Les garçons l'emmènent à la mairie de la petite commune de campagne, où, devant l'étonnement de l'assemblée, apparaissent les cinq cents millions. Un an plus tard, personne n'ayant réclamé son contenu, l'argent est légalement attribué aux jeunes.

## Fiche technique
- Titre original : I giovani tigri
- Titre français : Les Jeunes Tigres
- Réalisation et scénario : Antonio Leonviola
- Directeur de la photographie : Aldo Tonti
- Producteur : Marina Cicogna
- Musique : Piero Piccioni
- Son : mono
- Format : 35mm
- Durée : 100 minutes
- Date de sortie :  Italie :9 février 1968

## Distribution
- Helmut Berger : Dario
- Luca Della Porta : Paride
- Vanni De Maigret : Fosco
- Massimo Farinelli : Sam
- Martine Malle : Consuelo
- Maria Pia Arcangeli
- Elena Borgo
- Luca De Filippo
- Ray Lovelock
- Sabina Ciuffini